# René Tavernier (poète)
 (décembre 2013).
Si vous disposez d'ouvrages ou d'articles de référence ou si vous connaissez des sites web de qualité traitant du thème abordé ici, merci de compléter l'article en donnant les références utiles à sa vérifiabilité et en les liant à la section « Notes et références ».
Pour les articles homonymes, voir Tavernier.
René Tavernier, né le 21 mai 1915 à Paris (7e) et mort dans la même ville dans le 14e arrondissement le 16 décembre 1989, est un poète et résistant français.
Il est le père du cinéaste Bertrand Tavernier.

## Biographie
René Tavernier publie ses premiers poèmes avant la Seconde Guerre mondiale à la Nouvelle Revue française, ce qui lui vaut d’être remarqué par Jean Wahl.
Écrivain, journaliste, la guerre conduit René Tavernier à Lyon dans le quartier de Montchat où il dirige la revue Confluences – revue « des Lettres et des Arts » – fondée par Jacques Aubenque entre juillet 1941 et 1943. C’est dans cette revue dont le « but primitif » est de « rassembler des écrivains et des idées d’origines diverses au service d’une volonté d’humanisme » (Confluences, no 12-14, VIIe année), qu’en pleine Occupation, il publie les poèmes de Pierre Emmanuel, Max Jacob, Henri Michaux, Paul Éluard ou Louis Aragon, dont l’un des poèmes est d’ailleurs à l’origine de la suspension de la revue pendant quelques mois. La maison d'éditions du même nom publie « Le Malentendu » (précédé du mensonge en 1942) de Vladimir Jankélévitch.

## Résistant
Fermement engagé dans la Résistance, René Tavernier organise chez lui des réunions clandestines et abrite jusqu’à fin 1943 Elsa Triolet et Louis Aragon.

## Influence américaine: CIA
À l'issue de la guerre, il est membre du secrétariat international du Congrès pour la liberté de la culture et il anime le secrétariat de l'« union des écrivains pour la vérité » qui soutient des écrivains hongrois en exil dont Tibor Dery. Cette association reçoit des financements de la CIA pour défendre les idées américaines sur la culture. Il participe notamment à une campagne de déstabilisation contre Pablo Neruda en 1963. Dans les années 1970, il est président du PEN club français qui accueille des dissidents soviétiques.

## Distinction
Il reçoit en 1987 le Grand prix de poésie de l'Académie française pour l'ensemble de son œuvre poétique.

## Ouvrage
- Le Juge et l'Assassin (avec Henri Garet), Presses de la Cité, 1976  (ISBN 2-258-00054-8) [ouvrage historique sur l'affaire Vacher, affaire criminelle ayant inspiré le film Le juge et l'assassin de son fils Bertrand Tavernier]